# Остерман, Вильгельм
Вильгельм Остерман (нем. Wilhelm Ostermann; 29 января 1850, Прецелле, Ганновер — 31 января 1922, Бреслау) — германский преподаватель, учёный-педагог и научный писатель в области педагогики.
Образование получил в университетах Берлина, Эрлангена и Гёттингена, в 1874 году стал ректором прогимназии в Шлюхтерне, в 1875 году был рукоположён и работала сначала учителем в семинарии в этом же городе, с 1876 года был старшим учителем педагогического колледжа в Ольденбурге и с 1877 года директором семинарии, с 1887 года инспектором школ и с 1899 года регирунгсратом и инспектором школ в Аурихе, с 1900 года провинциальным инспектором школ в Бреслау.
Его главный труд, написанный в соавторстве с Людвигом Вегенером, «Lehrbuch der Pädagogik» (2 тома, 1882—1883), вышел в 1900 году 11-м и в 1902 году 12-м изданием; в соавторстве с Вегенером им также была написана работа «Leitfaden der Pädagogik» (1908, впоследствии переиздавалась). Другие его работы: «Grundlehren der pädagogischen Psychologie» (1880); «Die hauptsächlichen Irrtümer der Herbartschen Psychologie und ihre pädagogische Konsequenzen» (1887, 2-е издание в 1894 году, 3-е издание в 1908 году); «Zur Herbartfrage» (1888); «Das Interesse» (1895, 3-е издание — 1912); «Pädagogisches Lesebuch» (1893, 2-е издание в 1901 году), «Pädagogisches Lesebuch für Lehrer und Lehrerseminare» (2-е издание в 1901 году, 4-е издание в 1910 году).